# Daydream Nation
Daydream Nation är ett musikalbum av Sonic Youth som släpptes i oktober 1988 och som spelades in i New York under sommaren samma år. Albumet producerades av Nick Sansano och Sonic Youth och släpptes på Enigma Records.
Skivomslaget föreställer ett brinnande stearinljus i ett mörkt rum, och är målat av Gerhard Richter.

## Låtlista
1. Teen Age Riot
2. Silver Rocket
3. The Sprawl
4. 'Cross the Breeze
5. Eric's Trip
6. Total Trash
7. Hey Joni
8. Providence
9. Candle
10. Rain King
11. Kissability
12. Trilogy:
  - The Wonder
  - Hyperstation
  - Eliminator Jr.